# Squalius alburnoides
Squalius alburnoides (nome comum em Portugal: ruivaca e bordalo) é uma espécie de peixes ciprinídeos  (da família Cyprinidae), da ordem dos Cypriniformes. Os machos podem alcançar os 25 cm de comprimento total, sendo o comprimento mais comum 15 cm. O seu habitat natural são rios e rios intermitentes.
Vive em cardume, em águas doces de rios e lagos de terras baixas da Península Ibérica, nomeadamente nos rios Tejo, Douro, Guadiana, Sado, Guadalquivir, etc. Alimenta-se de invertebrados, especialmente de pequenos crustáceos e larvas de insetos. Reproduz-se em Abril-Maio, entre plantas aquáticas e fundos rochosos. É uma espécie ameaçada devido à poluição, perda de habitat e introdução de outras espécies.
Notoriamente, é um dos poucos vertebrados cuja espécie é composta inteiramente por machos